# Max Frei
Max Frei (Odesa, 22 de febrero de 1965 en ruso: Макс Фрай), conocido también como Maks Frai, es el seudónimo de escritora ucraniana en lengua rusa Svetlana Martynchik, famosa por una serie de novelas fantásticas. 
Coautor de una serie de obras fue su marido, el artista visual Ígor Stiopin (1967-2018); juntos crearon el personaje de Max y sus aventuras en el Mundo. Destacan los ciclos de novelas Laberintos de Ejo y Crónicas de Ejo. 
Algunas de sus obras han sido traducidas al castellano: Forastero (Ediciones Minotauro, 2005), Los reclutas de la eternidad (Minotauro, 2006).
Martynchik vivió con su marido en Moscú desde 1993 hasta 2004, año en el que se instalaron en Vilna.